# Fiddler’s Green
A Fiddler’s Green egy elképzelt hely, egyfajta mennyország, túlvilág, vagy menedék a tengerészlegendákban ahol mindig jókedv uralkodik, örökké játszó hegedűvel és táncosokkal akik soha nem fáradnak ki.

## Története
Fiddler’s Green (szó szerint fordítva a Hegedűs földje, vagy a Hegedűs zöldje) megtalálható a régi ír legendákban, ahol egy tengerész aki egy evezővel a vállán járja a világot addig, míg nem bukkan olyan emberekre, akik megkérdik, mi az, amit cipel.
A legenda eredetét az Encyclopedia of Things that Never Were könyve Homérosz Odüsszeiájában keresi, melyben Odüsszeusznak a jóslat szerint egyetlen módja, Poszeidón kiengesztelésére és a boldogság elérésére, hogy vesz egy evezőt és addig megy, míg egy földön meg nem kérdezik tőle mit visz, és ott áldozatot mutat be a tengeristennek.
A World Wide Words szerint abban különbözik a hagyományos mennyországtól, hogy a Fiddler’s Green a földön van, és ide azok a tengerészek kerülnek, akik a parton halnak meg. A luxus és semmittevés mitikus országának írja le, korlátlan rumellátással, nőkkel és dohánnyal.
Az Egyesült Államok hadseregének (US Army) egyik híres balladája is így kezdődik.
Halfway down the road to hell,
(Félútra levő a pokolba vezető út hosszában,)
In a shady meadow green,
(Egy árnyas rét zöldjében,)
Are the souls of all dead troopers camped
(Ahol minden holt katona lelke táborozik)
Near a good old-time canteen.
(Közel egy jó öreg kantinhoz.)
And this eternal resting place
(És ez az örökkévaló pihenő)
Is known as Fiddler's Green.
(Fiddler Greenjeként ismerik.)
A szerző ismeretlen. Először 1923-ban adták ki a US Cavalry Manual-ban, de eredete, hogy milyen századokkal idősebb forrásból meríthetetett az alkotó, máig tisztázatlan.

## A popkultúrában
- A Neil Gaiman The Sandman című képregény kötetekben egyszerre egy helyszín és egy szereplő az Álomvilág (Dreaming) misztikus tájain. Gaiman G K Chesterton szerzőre alapozta a karakter megjelenését.
- Fiddler’s Green nevet választotta magának egy német, 1990-ben megalakult Erlangen-ből származó együttes. Ez az első kiadott albumuk címe is.
- George A. Romero egy 2005-ös filmjében, a Land of the Dead (Holtak földje) egy hely. Hasonló címmel került a boltokba a film játékadaptációja: Land of the Dead: Road to Fiddlers Green.[3]
- Utalás történik a Fiddler's Green-re a A Karib-tenger kalózai: A világ végén című filmben egy dal erejéig.

„Some men have died
And some are alive
And others sail on the sea
With the keys to the cage…
And the Devil to pay
We lay to Fiddler’s Green.”